# مملكة تلمسان
مملكة تلمسان أو مملكة تلمسان الزيانية كانت مملكة أمازيغية في شمال غرب الجزائر الحالية. امتدت أراضيها من تلمسان إلى منعطف الشلف والجزائر، وصلت في أوجها إلى نهر ملوية في الغرب ونهر الصومام إلى الشرق وسجلماسة إلى الجنوب.

## تاريخ

### الصعود إلى السلطة (القرن الثالث عشر)
بنو عبد الواد، يُطلق عليهم أيضًا بنو زيان أو الزيانيون نسبة إلى يغمراسن بن زيان، مؤسس السلالة، كانوا عشيرة بربرية استوطنت منذ فترة طويلة في وسط المغرب. وعلى الرغم من أن المؤرخين المعاصرين أكدوا أن لديهم أصلًا عربيًا نبيلًا، إلا أن ابن زيان يُقال إنه تحدث باللهجة الزناتية ونفى النسب الذي نسبه إليه علماء الأنساب. في الواقع، كان يغمراسن ليرد على هذا الادعاء بقوله "يسّن رابي"، وهو ما يعني في البربرية "الله أعلم". تقع مدينة تلمسان، التي أطلق عليها الرومان اسم بوماريا، على ارتفاع حوالي 806 مترًا فوق مستوى سطح البحر في بلد خصبة وغنية بالمياه.
كانت تلمسان مركزًا مهمًا في عهد المرابطين ومن بعدهم الموحدين، الذين بدأوا بناء سور جديد حول المدينة في عام 1161.
كان ابن زيان حاكمًا لتلمسان في عهد الموحدين. ورث زعامة الأسرة من أخيه في عام 1235. عندما بدأت خلافة الموحدين في الانهيار، أعلن يغمراسن استقلاله في عام 1235. أصبحت مدينة تلمسان عاصمة إحدى الدول الثلاث التي خلفت الموحدين، وحكمها لقرون سلاطين الزيانيين المتعاقبون. كان علمها هلالًا أبيض يشير إلى الأعلى على حقل أزرق. غطت المملكة المناطق الأقل خصوبة فيا الأطلس التلي. وشمل شعبها أقلية من المزارعين والقرويين المستقرين، وأغلبية من الرعاة الرحل.
تمكن يغمراسن من الحفاظ على سيطرته على الجماعات البربرية المنافسة، وعندما واجه التهديد الخارجي من سلالة المرينيين، شكل تحالفًا مع أمير غرناطة وملك قشتالة، ألفونسو العاشر. وفقًا لابن خلدون، "كان أشجع رجل وأكثرهم رعبًا وشرفًا من بني عبد الواد". في عام 1248، هَزم الخليفة الموحدي في معركة وجدة التي قُتل فيها الخليفة الموحدي. في عام 1264، تمكن من غزو سجلماسة، وبالتالي وضع سجلماسة وتلمسان، المنفذين الأكثر أهمية للتجارة عبر الصحراء الكبرى، تحت سلطة واحدة. ظلت سجلماسة تحت سيطرته لمدة 11 عامًا. قبل وفاته، أمر ابنه ووريثه عثمان بالبقاء في موقف دفاعي مع دولة المرينيين، ولكن التوسع في أراضي الحفصيين إذا أمكن.

### القرن الرابع عشر
وعلى مدار أغلب تاريخها، كانت المملكة في موقف دفاعي، حيث كانت مهددة من قِبَل دول أقوى منها في الشرق والغرب. كما استغل العرب الرحل في الجنوب فترات الضعف المتكررة لشن غارات على المركز والسيطرة على المراعي في الجنوب.
تعرضت مدينة تلمسان للهجوم أو الحصار عدة مرات من قبل المرينيين، واحتلوا أجزاء كبيرة من المملكة لعدة عقود في القرن الرابع عشر.
حاصر السلطان المريني أبو يعقوب يوسف الناصر تلمسان من عام 1299 إلى عام 1307. وخلال الحصار بنى مدينة جديدة، المنصورة، وحول معظم التجارة إلى هذه المدينة.[28] كانت المدينة الجديدة محصنة وكان بها مسجد وحمامات وقصور. وقد رُفع الحصار عندما قُتل أبو يعقوب في نومه على يد أحد خصيانه.
عندما غادر المرينيون في عام 1307، دمر الزيانيون المنصورة على الفور. توفي الملك الزياني أبو زيان الأول في عام 1308 وخلفه أبو حمو الأول (1308-1318). قُتل أبو حمو لاحقًا في مؤامرة حرض عليها ابنه ووريثه أبو تاشفين الأول (1318-1337). كانت فترة حكم أبي حمو الأول وأبو تاشفين الأول بمثابة الذروة الثانية للزيانيين، وهي الفترة التي عززوا خلالها هيمنتهم في وسط المغرب. استعادت تلمسان تجارتها ونما عدد سكانها، ووصل إلى حوالي 100,000 بحلول حوالي ثلاثينيات القرن الرابع عشر. بدأ أبو تاشفين الأعمال العدائية ضد إفريقية بينما كان المرينيون منشغلين بصراعاتهم الداخلية. حاصر بجاية وأرسل جيشًا إلى تونس هزم الملك الحفصي أبو يحيى أبو بكر الثاني، الذي فر إلى قسنطينة بينما احتل الزيانيون تونس في عام 1329.
عزز السلطان المريني أبو الحسن (1331-1348) تحالفه مع الحفصيين بالزواج من أميرة حفصية. وبعد تعرضهم للهجوم من قبل الزيانيين مرة أخرى، ناشد الحفصيون أبو الحسن المساعدة، مما وفر له ذريعة لغزو جاره. بدأ السلطان المريني حصار تلمسان في عام 1335 وسقطت المدينة في عام 1337. توفي أبو تاشفين أثناء القتال. استقبل أبو الحسن مندوبين من مصر وغرناطة وتونس ومالي يهنئونه على انتصاره، الذي اكتسب به السيطرة الكاملة على التجارة عبر الصحراء. في عام 1346 توفي السلطان الحفصي أبو بكر، ونشأ نزاع حول الخلافة. في عام 1347، ضم أبو الحسن إفريقية، وأعاد توحيد أراضي المغرب لفترة وجيزة كما كانت تحت حكم الموحدين.
ومع ذلك، ذهب أبو الحسن بعيدًا في محاولة فرض المزيد من السلطة على القبائل العربية، التي ثارت وفي أبريل 1348 هزم جيشه بالقرب من القيروان. عاد ابنه أبو عنان فارس، الذي كان يشغل منصب حاكم تلمسان، إلى فاس وأعلن أنه سلطان. ثارت تلمسان والمغرب الأوسط. تم إعلان الزياني أبو ثابت الأول (1348-1352) ملكًا على تلمسان. كان على أبو الحسن العودة من إفريقية عن طريق البحر. بعد فشله في استعادة تلمسان وهزيمته على يد ابنه، توفي أبو الحسن في مايو 1351. في عام 1352 استعاد أبو عنان فارس تلمسان. كما استعاد المغرب الأوسط. استولى على بجاية في عام 1353 و تونس في عام 1357، وأصبح سيد إفريقية. وفي عام 1358م اضطر إلى العودة إلى فاس بسبب المعارضة العربية، حيث مرض وقتل.
تولى الملك الزياني أبو حمو موسى الثاني (حكم 1359-1389) عرش تلمسان بعد ذلك. واتبع سياسة توسعية، فدفع باتجاه فاس في الغرب وإلى وادي الشلف وبجاية في الشرق. وكان له حكم طويل تخلله القتال ضد المرينيين أو الجماعات المتمردة المختلفة. أعاد المرينيون احتلال تلمسان في عام 1360 وفي عام 1370. وفي كلتا الحالتين، وجد المرينيون أنهم غير قادرين على الاحتفاظ بالمنطقة ضد المقاومة المحلية. هاجم أبو حمو الحفصيين في بجاية مرة أخرى في عام 1366، لكن هذا أدى إلى تدخل الحفصيين في شؤون المملكة. أطلق السلطان الحفصي سراح ابن عم أبو حمو، أبو زيان، وساعده في المطالبة بالعرش الزياني. وقد أدى هذا إلى اندلاع حرب أهلية بين الزيانيين حتى عام 1378، عندما تمكن أبو حمو أخيرًا من أسر أبو زيان في الجزائر.
عاش المؤرخ ابن خلدون في تلمسان لفترة من الزمن أثناء حكم أبي حمو موسى الثاني الذي كان مزدهرًا بشكل عام، وساعده في المفاوضات مع العرب الرحل. وقال عن هذه الفترة: "هنا [في تلمسان] تطورت العلوم والفنون بنجاح؛ هنا ولد العلماء والرجال البارزون، الذين امتد مجدهم إلى بلدان أخرى". عُزل أبي حمو على يد ابنه أبو تاشفين الثاني (1389-1394)، وتدهورت الدولة.

### الانحدار (أواخر القرن الرابع عشر والخامس عشر)
في أواخر القرن الرابع عشر والخامس عشر، كانت الدولة ضعيفة بشكل متزايد وأصبحت بشكل متقطع تابعة لتونس الحفصية، أو المغرب المريني، أو تاج أراغون. في عام 1386، نقل أبو حمو عاصمته إلى الجزائر، التي اعتبرها أقل عرضة للخطر، ولكن بعد عام واحد أطاح به ابنه أبو تاشفين وأسره. أُرسل أبو حمو على متن سفينة نحو الإسكندرية لكنه هرب في الطريق عندما توقفت السفينة في تونس. في عام 1388، استعاد تلمسان، مما أجبر ابنه على الفرار. لجأ أبو تاشفين إلى فاس وجند مساعدة المرينيين، الذين أرسلوا جيشًا لاحتلال تلمسان وإعادة تثبيته على العرش. ونتيجة لذلك، اعترف أبو تاشفين وخلفاؤه بسيادة المرينيين ودفعوا لهم جزية سنوية.
خلال حكم السلطان المريني أبو سعيد، تمرد الزيانيون في عدة مناسبات واضطر أبو سعيد إلى إعادة تأكيد سلطته. بعد وفاة أبو سعيد عام 1420، انغمس المرينيون في اضطرابات سياسية. استغل أمير الزيانيين، أبو مالك، هذه الفرصة للتخلص من سلطة المرينيين واستولى على فاس عام 1423. نصب أبو مالك محمد، أمير المرينيين، تابعًا للزيانيين في فاس. استمر الوطاسيون، في الحكم من سلا، وهم عائلة مرتبطة بالمرينيين، حيث أعلنوا عبد الحق الثاني، وهو طفل، خليفة للعرش المريني، مع أبو زكريا الوطاسي وصيًا. رد السلطان الحفصي عبد العزيز الثاني على نفوذ أبي مالك المتزايد بإرسال حملات عسكرية غربًا، ونصب ملكًا تابعًا له من الزيانيين (أبو عبد الله الثاني) في تلمسان وطارد أبي مالك إلى فاس. تم عزل تابع أبي مالك المريني، محمد، وعاد الوطاسيون مع عبد الحق الثاني إلى فاس، معترفين بالسيادة الحفصية. ظل الزيانيون تابعين للحفصيين حتى نهاية القرن الخامس عشر، عندما أضعف التوسع الإسباني على طول الساحل حكم كلتا السلالتين.
بحلول نهاية القرن الخامس عشر، اكتسب تاج أراغون سيطرة سياسية فعالة، وتدخل في النزاعات الأسرية لأمراء تلمسان، الذين انكمشت سلطتهم إلى المدينة وجوارها المباشر.
استولى العثمانيون على تلمسان بقيادة حسن باشا في عام 1551. فر آخر سلاطين الزيانيين، حسن العبد الله، إلى وهران تحت الحماية الإسبانية. تم تعميده وعاش تحت اسم كارلوس حتى وفاته بعد بضع سنوات. وبذلك انتهى حكم الزيانيين.
في عهد الإمبراطورية العثمانية فقدت تلمسان أهميتها السابقة بسرعة، وأصبحت مدينة إقليمية نائمة. ويمكن تفسير فشل المملكة في أن تصبح دولة قوية بالافتقار إلى الوحدة الجغرافية أو الثقافية، والنزاعات الداخلية المستمرة والاعتماد على البدو العرب غير النظاميين في الجيش.
والبقاء لله وحده.

## امتدادها
تمتد مملكة تلمسان على مسافة ثلاثمائة وثمانين ميلا من الشرق إلى الغرب، لكنها تضيق جدا من الشمال إلى الجنوب، إذ لا يتعدى المسافة خمسة وعشرين ميلا في بعض النقاط، من البحر الأبيض المتوسط إلى تخوم صحراء نوميديا. ذلك هو السبب الذي أجله لم تفتأ هذه المملكة تتضرر من تعسفات الأعراب القاطنين بالجزء المجاور للصحراء. وكان ملوك تلمسان دائما مضطرين إلى أن يهدئوهم بأداء اتاوات جسيمة وتقديم الهدايا لهم، لكن لم يستطيعوا قط إرضائهم جميعا، وقلما توجد في البلاد سبل أمنة، ومع ذلك فالسلع تروج بكثرة في مملكة تلمسان لقربها من نوميديا، ولأنها تشكل مرحلة في الطريق المؤدية إلى بلاد السودان.

## اقتصادها
كان تلمسان مركزا على طريق التجارة بين الشمال والجنوب من وهران على البحر الأبيض المتوسط الساحل إلى غرب السودان. كمركز تجاري مزدهر، أنها جذبت جيرانها أكثر قوة. في أوقات مختلفة من المغاربة من الغرب، والحفصيين من الشرق، وأراغون من الشمال غزت واحتلت المملكة.
يقول المؤرخ الحسن الوزان في كتابه وصف إفريقيا:
| ” | «يحد مملكة تلمسان واد زا ونهر ملوية غربا، والواد الكبير (الصمام) وصحراء نوميديا جنوبا. وكانت هذه المملكة تحمل في القديم اسم قيصرية، عندما كانت خاضعة لسيطرة الرومان. ثم الت إلى ملوكها الاقدمين - وهم بنو عبد الواد المنتمون إلى مغراوة - بعد ان أجلي الرومان عن إفريقيا. وقد احتفظوا بالملك مدة 300 سنة، إلى ان انتزعه منهم امير ذو شأن كبير يسمى يغمرا سن بن زيان وورثه عنه احفاده. بحيث إن هؤلاء الملوك بدلوا اسمهم ودعوا بني زيان - أي ولاد زيان - لأن زيان هذا كان والدًا ليغمرا سن. وقد استقر الملك في بني زيان ثلاثمائة سنة غير انهم اضطهدوا من قبل ملوك فاس، -- أي بني مرين - الذين احتلوا مملكة تلمسان نحو عشر مرات، حسبما جاء في التاريخ. وكان مصير ملوك بني زيان حينئذ إما القتل أو الاسر أو الفرار إلى المفازات عند جيرانهم الأعراب، وتعرضوا أحيانا أخرى إلى الطرد من قبل ملوك تونس إلا انهم كانوا يسترجعون ملكهم كل مرة، واستطاعوا ان يتمتعوا في امن وسلام قرابة مائة وثلاثين عاما، دون ان يتعرضوا إلى أذى أي عاهل غريب، ماخلا أبا فارس، ملك تونس، وابنه عثمان الذي أخضع تلمسان إلى تونس فترة من الزمان طالت إلى موته.» | “ |

ولهذه المملكة ميناءان مشهوران: ميناء وهران، وميناء المرسى الكبير، وكان يختلف اليهما كثيرا عدد وافر من تجار جنوة والبندقية حيث يتعاطون تجارة نافقة عن طريق المقايضة، غير أن هذين الميناءين سقطا في يدي الملك الكاثوليكي فرناندو* (ذكر المعلقون في الترجمة الفرنسية ان احتلال المرسى الكبير تم سنة 1506 وهو خلاف الواقع إذ كان احتلال المرسى الكبير يوم الخميس 24 جمادى الثانية عام911 الموافق 23 أكتوبر 1505. أما وهران فقد سقطت يوم الجمعة 28 محرم عام 915 الموافق 18 ماي 1509.)ء
فكان ذلك خسارة عظمى لمملكة تلمسان، حتى إن شعب طرد الملك أبا حمو وعوضه باحد اعمامه واعمام أبيه أبي عبد الله، وهو المدعو أبا زيان. فأخرج من السجن ورفع على العرش، لكن ذلك لم يدم طويلا، حيث إن (عروج) بربروس التركي طمح إلى الملك فقتل أبا زيان غيلة ونصب نفسه ملكًا. ولما طرد الشعب أبا حمو توجه فورا إلى وهران وقطع البحر إلى إسبانيا قاصدا الإمبراطور شارل كارلوس متضرعا اليه أن ينجده ويعينه على أهل تلمسان والتركي بربروس. فلبى الإمبراطور دعوة الملك وأرسل معه جيشا قويا هائلا استطاع أبو حمو بواسطته أن يرجع إلى مملكته ويقتل بربروس وعددا من اتباعه.
وبعد هذه الاحداث ارضى أبو حمود جنود الأسبان وتمسك رغبة منه في السلم بالعهود التي قطعها على نفسه مع الإمبراطور، مؤديا له سنويا الإتاوة المحددة وظل ملتزما بذلك طوال حياته. ولما مات ال الملك إلى اخيه عبد الله، فامتنع هذا الاخير من طاعة الإمبراطور والامتثال إلى شروط العهد الذي امضاه اخوه، وذلك ثقة منه في مساندة سليمان إمبراطور الاتراك، لكن هذا لم يمدد إلا بالقليل من العون. ومازال عبد الله حيا في الوقت الراهن عاملا على توطيد حكمه.
ويُـكـون معظم مملكو تلمسان اقاليم جافة قاحلة، لا سّيما في جزئها الجنوبي، لكن السهول القريبة من الساحل منتجة جدا نظرا لخصبها. والجهة المجاورة لتلمسان كلها سهل مع بعض المفازات. حقا انه توجد غربا عدة جبال قرب الشاطئ، وكذلك في إقليم تنس وفقة بلاد الجزائر عدد لا يحصى من الجبال غير انها كلها منتجة.
ولا يوجد بهذه المملكة إلا القليل من المدن والقصور، غير ان الاماكن زاهرة والبقعة خصبة، كما سنبينه لكم بالنسبة لكل منها على الخصوص.

## التسلسل الزمني للأحداث
- 1236–1248: حرب الاستقلال مع الخلافة الموحدية.
- 1264: يحتل الزيانيون سجلماسة من المرينيين الجدد.[36]
- 1270: بنو توجين يخربون مدينة البطحاء
- 1272: خسرت وجدة وسجلماسة أمام المرينيين.[37]
- 1299–1307: تلمسان يحاصرها المرينيون.[38]
- 1313: استولى الزيانيون على مدينة الجزائر.[38]
- 1337–1348: الفترة الأولى من الاحتلال المريني.[39]
- 1352–1359: الفترة الثانية من الاحتلال المريني.[22]
- 1366: هزيمة الحملة إلى بجاية.
- 1389–1424: يعترف الزيانيون بالسيادة المريني.[38]
- 1390: الحملة الصليبية على المهدية.
- 1424–1500: يعترف الزيانيون بالسيادة الحفصية.[38]
- 1427–1429: حرب اهلية.
- 1503–1512: حرب مع اسبانيا.
- 1505: خسر مرس الكبير أمام إسبانيا.
- 1507: انتصار الزيانيون على أسبانيا.
- 1509: خسرت وهران أمام إسبانيا.
- 1512: تلمسان محاصرة من قبل القوات الاسبانية.
- 1512: انتهت الحرب وأصبحت مملكة تلمسان تابعة لمملكة أرغون.
- 1517: عروج يحاصر تلمسان.
- 1518: إسبانيا تهزم أروج وتستعيد استقلال الدولة الزيانية.
- 1543: الاحتلال الاسباني.
- 1550: السعديون يسيطرون على تلمسان.
- 1551: العثمانيون يحتلون تلمسان.
- 1554: أصبح الزيانيون محمية عثمانية.
- 1556: أصبح غرب الجزائر بيليك لإيالة الجزائر.